# Solarolo Rainerio
Solarolo Rainerio (lombardul: Sularòl) település Olaszországban, Lombardia régióban, Cremona megyében. Lakosainak száma 899 fő (2023. január 1.). Solarolo Rainerio Gussola, Piadena Drizzona, San Giovanni in Croce, San Martino del Lago, Scandolara Ravara és Voltido községekkel határos.

## Népesség
A település lakossága az elmúlt években az alábbi módon változott:
| Lakosok száma | 986  | 934  | 925  | 899  |
|               | 2013 | 2017 | 2018 | 2023 |